# 1993-as karibi kupa
Az 1993-as karibi kupát a karibi kupák történelmében negyedik alkalommal rendezték meg. A labdarúgótornát a karib-térségbeli CONCACAF-csapatok részvételével tartották, melyet végül Martinique nyert.
A torna selejtezőjéül szolgált az 1993-as CONCACAF-aranykupának, melyre a két döntős csapat jutott ki.

## Selejtezőkör
A címvédő Trinidad és Tobagót, illetve a rendező Jamaicát kiemelték a torna döntőjébe, míg a többi nevezett labdarúgó-válogatottat hat csoportba sorsolták. A csoportok győztesei jutottak a jamaicai döntőbe.

### 1. csoport
A csoport mérkőzéseit St. George's-ban, Grenadán rendezték, melyet meggyőző fölénnyel a Saint Lucia-i labdarúgó-válogatott nyert és második alkalommal jutott a karibi kupa döntőjébe.
| #  | Csapat                                | J | Gy | D | V | Rg | Kg | Gk | P  |
| -- | ------------------------------------- | - | -- | - | - | -- | -- | -- | -- |
| 1. | Saint Lucia                           | 3 | 3  | 0 | 0 | 6  | 2  | +4 | 9  |
| 2. | Saint Vincent és a Grenadine-szigetek | 3 | 1  | 1 | 1 | 3  | 2  | +1 | 41 |
| 3. | Grenada                               | 3 | 0  | 2 | 1 | 2  | 3  | -1 | 2  |
| 4. | Dominikai Közösség                    | 3 | 0  | 1 | 2 | 3  | 7  | -4 | 2  |

1Ismeretlen okból a 3. csoportból továbbjutó Suriname helyett Saint Vincent vett részt a torna döntőjében.
| 1993. április 25. |

| Grenada | 1–1 | Dominikai Közösség |
| ------- | --- | ------------------ |
|         |     |                    |

|  |

| 1993. április 25. |

| Saint Lucia | 1–0 | Saint Vincent és a Grenadine-szigetek |
| ----------- | --- | ------------------------------------- |
|             |     |                                       |

|  |

| 1993. április 27. |

| Grenada | 1–1 | Saint Vincent és a Grenadine-szigetek |
| ------- | --- | ------------------------------------- |
|         |     |                                       |

|  |

| 1993. április 27. |

| Saint Lucia | 4–2 | Dominikai Közösség |
| ----------- | --- | ------------------ |
|             |     |                    |

|  |

| 1993. április 29. |

| Grenada | 0–1 | Saint Lucia |
| ------- | --- | ----------- |
|         |     |             |

|  |

| 1993. április 29. |

| Saint Vincent és a Grenadine-szigetek | 2–0 | Dominikai Közösség |
| ------------------------------------- | --- | ------------------ |
|                                       |     |                    |

|  |

### 2. csoport
A csoport mérkőzéseit Georgetownban, Guyanán rendezték, melyet hibátlan mérleggel, kapott gól nélkül a Puerto Ricó-i labdarúgó-válogatott nyert és első alkalommal jutott a karibi kupa döntőjébe.
| #  | Csapat          | J | Gy | D | V | Rg | Kg | Gk  | P |
| -- | --------------- | - | -- | - | - | -- | -- | --- | - |
| 1. | Puerto Rico     | 3 | 3  | 0 | 0 | 7  | 0  | +7  | 9 |
| 2. | Barbados        | 3 | 2  | 0 | 1 | 9  | 2  | +7  | 6 |
| 3. | Guyana          | 3 | 1  | 0 | 2 | 3  | 7  | -4  | 3 |
| 4. | Kajmán-szigetek | 3 | 0  | 0 | 3 | 3  | 13 | -10 | 0 |

| 1993. március 11.: | Puerto Rico | 1 – 0 | Barbados        |  |
| 1993. március 11.: | Guyana      | 3 – 2 | Kajmán-szigetek |  |
| 1993. március 12.: | Guyana      | 0 – 2 | Puerto Rico     |  |
| 1993. március 12.: | Barbados    | 6 – 1 | Kajmán-szigetek |  |
| 1993. március 14.: | Puerto Rico | 4 – 0 | Kajmán-szigetek |  |
| 1993. március 14.: | Guyana      | 0 – 3 | Barbados        |  |

### 3. csoport
Aruba és Holland Antillák visszalépése után Suriname jutott tovább, azonban ismeretlen okból az 1. csoport második helyezettje, azaz Saint Vincent vett részt a torna döntőjében.

### 4. csoport
A csoport mérkőzéseit Anguillán rendezték, melyet veretlenül, kapott gól nélkül a Sint Maarten-i labdarúgó-válogatott nyert és első alkalommal jutott a karibi kupa döntőjébe.
| #  | Csapat             | J | Gy | D | V | Rg | Kg | Gk | P |
| -- | ------------------ | - | -- | - | - | -- | -- | -- | - |
| 1. | Sint Maarten       | 2 | 2  | 0 | 0 | 2  | 0  | +2 | 6 |
| 2. | Antigua és Barbuda | 2 | 1  | 0 | 1 | 4  | 1  | +3 | 3 |
| 3. | Anguilla           | 2 | 0  | 0 | 2 | 0  | 5  | -5 | 0 |

| 1993. április 2.: | Antigua és Barbuda | 0 – 1 | Sint Maarten       |  |
| 1993. április 4.: | Anguilla           | 0 – 4 | Antigua és Barbuda |  |
| 1993. április 4.: | Anguilla           | 0 – 1 | Sint Maarten       |  |

### 5. csoport
A csoport küzdelmeinek Saint Kitts és Nevis fővárosa, Basseterre adott otthont, minden mérkőzést a helyi Nemzeti Stadionban, a Warner Parkban rendeztek. A csoportot végül nagy küzdelemben, jobb gólkülönbségének köszönhetően a rendező ország válogatottja nyerte, akik első alkalommal jutottak a karibi kupa döntőjébe.
| #  | Csapat                | J | Gy | D | V | Rg | Kg | Gk | P |
| -- | --------------------- | - | -- | - | - | -- | -- | -- | - |
| 1. | Saint Kitts és Nevis  | 2 | 1  | 1 | 0 | 7  | 3  | +4 | 4 |
| 2. | Dominikai Köztársaság | 2 | 1  | 1 | 0 | 5  | 3  | +2 | 4 |
| 3. | Brit Virgin-szigetek  | 2 | 0  | 0 | 2 | 2  | 7  | -5 | 0 |

| 1993. március 29.: | Saint Kitts és Nevis  | 5 – 1 | Brit Virgin-szigetek  |  |
| 1993. március 31.: | Dominikai Köztársaság | 3 – 1 | Brit Virgin-szigetek  |  |
| 1993. április 2.:  | Saint Kitts és Nevis  | 2 – 2 | Dominikai Köztársaság |  |

### 6. csoport
A csoport mérkőzéseit a Martinique-i Fort-de-France-ban rendezték. A csoportot veretlenül a rendező ország válogatottja nyerte és második alkalommal jutott a karibi kupa döntőjébe.
| #  | Csapat         | J | Gy | D | V | Rg | Kg | Gk | P |
| -- | -------------- | - | -- | - | - | -- | -- | -- | - |
| 1. | Martinique     | 2 | 2  | 0 | 0 | 6  | 2  | +4 | 6 |
| 2. | Francia Guyana | 2 | 1  | 0 | 1 | 3  | 3  | 0  | 3 |
| 3. | Guadeloupe     | 2 | 0  | 0 | 2 | 2  | 6  | -4 | 0 |

| 1993. március 1.: | Francia Guyana | 2 – 1 | Guadeloupe     |  |
| 1993. március 3.: | Martinique     | 4 – 1 | Guadeloupe     |  |
| 1993. március 5.: | Martinique     | 2 – 1 | Francia Guyana |  |

## A torna döntője
A selejtezőkből továbbjutott hat csapat csatlakozott a címvédő Trinidad és Tobago és a rendező Jamaica válogatottjához. Két, egyaránt négycsapatos csoportot képeztek, a csoportok első két helyezett csapata jutott az elődöntőbe. A torna mérkőzéseit a jamaicai Kingstonban és Montago Bay-ben rendezték.

### A csoport
| #  | Csapat               | J | Gy | D | V | Rg | Kg | Gk | P |
| -- | -------------------- | - | -- | - | - | -- | -- | -- | - |
| 1. | Jamaica              | 3 | 3  | 0 | 0 | 7  | 1  | +6 | 9 |
| 2. | Saint Kitts és Nevis | 3 | 1  | 1 | 1 | 4  | 6  | -2 | 4 |
| 3. | Puerto Rico          | 3 | 1  | 0 | 2 | 3  | 2  | +1 | 3 |
| 4. | Sint Maarten         | 3 | 0  | 1 | 2 | 2  | 7  | -5 | 1 |

| 1993. május 21. |

| Jamaica | 4–1 | Saint Kitts és Nevis |
| ------- | --- | -------------------- |
|         |     |                      |

| Nemzeti Stadion, Kingston |

| 1993. május 21. |

| Puerto Rico | 3–0 | Sint Maarten |
| ----------- | --- | ------------ |
|             |     |              |

| Nemzeti Stadion, Kingston (Jamaica) |

| 1993. május 23. |

| Jamaica | 2–0 | Sint Maarten |
| ------- | --- | ------------ |
|         |     |              |

| Nemzeti Stadion, Kingston |

| 1993. május 23. |

| Saint Kitts és Nevis | 1–0 | Puerto Rico |
| -------------------- | --- | ----------- |
|                      |     |             |

| Nemzeti Stadion, Kingston (Jamaica) |

| 1993. május 25. |

| Jamaica | 1–0 | Puerto Rico |
| ------- | --- | ----------- |
|         |     |             |

| Nemzeti Stadion, Kingston |

| 1993. május 25. |

| Saint Kitts és Nevis | 2–2 | Sint Maarten |
| -------------------- | --- | ------------ |
|                      |     |              |

| Nemzeti Stadion, Kingston (Jamaica) |

### B csoport
| #  | Csapat                                | J | Gy | D | V | Rg | Kg | Gk | P |
| -- | ------------------------------------- | - | -- | - | - | -- | -- | -- | - |
| 1. | Martinique                            | 3 | 3  | 0 | 0 | 7  | 2  | +5 | 9 |
| 2. | Trinidad és Tobago                    | 3 | 1  | 1 | 1 | 7  | 5  | +2 | 4 |
| 3. | Saint Vincent és a Grenadine-szigetek | 3 | 1  | 0 | 2 | 5  | 8  | -3 | 3 |
| 4. | Saint Lucia                           | 3 | 0  | 1 | 2 | 3  | 7  | -4 | 1 |

| 1993. május 21. |

| Martinique | 2–0 | Saint Lucia |
| ---------- | --- | ----------- |
|            |     |             |

| Montago Bay (Jamaica) |

| 1993. május 21. |

| Trinidad és Tobago     | 4–1 | Saint Vincent és a Grenadine-szigetek |
| ---------------------- | --- | ------------------------------------- |
| Pacheco Felician Yorke |     | ?                                     |

| Montago Bay (Jamaica) |

| 1993. május 23. |

| Martinique | 3–0 | Saint Vincent és a Grenadine-szigetek |
| ---------- | --- | ------------------------------------- |
|            |     |                                       |

| Montago Bay (Jamaica) |

| 1993. május 23. |

| Trinidad és Tobago | 1–1 | Saint Lucia  |
| ------------------ | --- | ------------ |
| St. Louis          |     | K. Armstrong |

| Montago Bay (Jamaica) |

| 1993. május 25. |

| Saint Vincent és a Grenadine-szigetek | 4–1 | Saint Lucia |
| ------------------------------------- | --- | ----------- |
|                                       |     |             |

| Montago Bay (Jamaica) |

| 1993. május 25. |

| Martinique            | 3–2 | Trinidad és Tobago |
| --------------------- | --- | ------------------ |
| Modestin Sophie Emica |     | St. Louis Charles  |

| Montago Bay (Jamaica) |

### Elődöntő
A csoportmérkőzések eredményei miatt már az elődöntőben megismétlődött az egy évvel korábbi torna döntője Jamaica és Trinidad és Tobago között. A hazaiak már az első perctől kezdve a kapujukhoz szögezték a címvédőt, és a 19. percben Paul Davis góljának köszönhetően a vezetést is megszerezték. A bekapott gól felrázta az álmosan játszó trinidadiakat és gyors akciókkal próbálták még az első félidőben egalizálni hátrányukat. A főként kontrákra építő jamaicaiak a második félidő első negyedórájának végén kétgólósra növelték előnyüket, így a trinidadiak még nyitottabb játékra kényszerültek. A teljes elánnal rohamozó címvédők sorsát a jamaicai legenda, Roderick Reid pecsételte meg a 89. percben.
| 1993. május 28. |

| Jamaica                       | 3–0   | Trinidad és Tobago |
| ----------------------------- | ----- | ------------------ |
| Davis 19' Anglin 60' Reid 89' | (1–0) |                    |

| Nemzeti Stadion, Kingston Nézőszám: 12,569 Játékvezető: Forde (barbadosi) |

A két meglepetéscsapat találkozóján Jean-Michel Modestin szerezte meg a vezetést a szervezetten játszó Martinique-i labdarúgó-válogatottnak, majd a felerősödő Saint Kitts és Nevis-i támadások végállomását rendre Marc Lagier kapus jelentette. A már-már a döntő álmait dédelgető Martinique-ieket Austin Huggins utolsó előtti percben szerzett egyenlítő találata ébresztette fel, így a döntés a büntetőpárbajokra maradt. A tizenegyes rúgások során Martinique bizonyult jobbnak, így labdarúgó-történelmének legnagyobb sikerét aratva bejutott a fináléba.
| 1993. május 28. |

| Martinique   | 1–1 11-esekkel: 4–3 | Saint Kitts és Nevis |
| ------------ | ------------------- | -------------------- |
| Modestin 18' | (1–0)               | Huggins 89'          |

| Montego Bay (Jamaica) Nézőszám: 12,569 Játékvezető: Thompson (jamaicai) |

### 3. helyért
A vártnál izgalmasabb találkozón dőlt el a bronzérem sorsa. Lester Felician vezető találatára még az első félidőben válaszoltak a Saint Kitts és Nevis-iek, majd a fordulás után Colvin Hutchinson és Arnold Dwarika kétgólosra duzzasztotta a trinidadi előnyt, amely végzetesnek bizonyult: a bronzérem a címvédők nyakába került.
| 1993. május 30. |

| Trinidad és Tobago                      | 3–2   | Saint Kitts és Nevis  |
| --------------------------------------- | ----- | --------------------- |
| Felician 23' Hutchinson 54' Dwarika 63' | (1–1) | Riley 34' Huggins 75' |

| Nemzeti Stadion, Kingston (Jamaica) Nézőszám: 25,467 Játékvezető: Success (Antigua és Barbuda-i) |

### Döntő
A döntő igen izgalmas mérkőzést eredményezett, a cím sorsa csak a büntetőpárbajok során dőlt el, ahol hatalmas meglepetésre Martinique-i labdarúgó-válogatott diadalmaskodott.
| 1993. május 30. |

| Jamaica | 0–0 11-esekkel: 5–6 | Martinique |
| ------- | ------------------- | ---------- |
|         |                     |            |

| Nemzeti Stadion, Kingston Nézőszám: 25,467 Játékvezető: Ramdhan (Trinidad és Tobagó-i) |

A döntő két résztvevője, azaz Martinique és Jamaica jutott ki az 1993-as CONCACAF-aranykupára.
| 1993-as karibi kupa bajnoka: |
| ---------------------------- |
| MARTINIQUE 1. cím            |